# 栗苏语

栗苏语单元音，来自Chirkova & Chen (2013)

栗苏语 (也称傈苏语、里汝语、吕苏语)是一种在中国四川省西部使用的羌语支语言。据Sun (1982)有4,000名使用者，据Chirkova (2008)有7,000名。木里县是个多民族多语言的县，栗苏语历史上向来受汉语官话影响。

## 方言
Yu (2009: 2)列举了下列栗苏语方言：
- 冕宁栗苏语:于凉山彝族自治州冕宁县和爱藏族乡拉姑萨村(栗苏语名`wontʂʰɨ `lombɑ)使用，由Yu (2012)记录。
- 卡拉栗苏语: 于凉山州木里县卡拉乡使用，由Chirkova (2008); Huáng and Rénzēng (1991)；和Dài and Huáng (1992)记录。
- 乃渠栗苏语: 于甘孜州九龙县乃渠村使用，由Ikeda (2009)记录。